# Церква Покрови Пресвятої Богородиці УГКЦ м. Яворів
Церква Покрови Пресвятої Богородиці — чинна мурована церква у м. Яворові Яворівського району Львівської області. Парафія належить до Львівської Архиєпархії УГКЦ.

## Історія
Церква Покрови Пресвятої Богородиці УГКЦ розташована у м. Яворові Яворівського району Львівської області, по вулиці Івана Хрестителя. 
Церква мурована, датована 2006 роком. 
Настоятелем храму є греко-католицький священик - Шидловський Володимир, сотрудником - о. о. Ганяк Михайло (з 12 квітня 2018 року).
О. Шидловський також є капеланом  24-та окрема механізована бригада ЗСУ, розташування якої поруч. 
Церква будувалася 10 років з 1996 по 2006 роки за кошти парафіян, переважну частину з яких складали військові та військові пенсіонери. До будівництва церкви богослужіння відбувалось у капличці біля дороги.

## Світлини

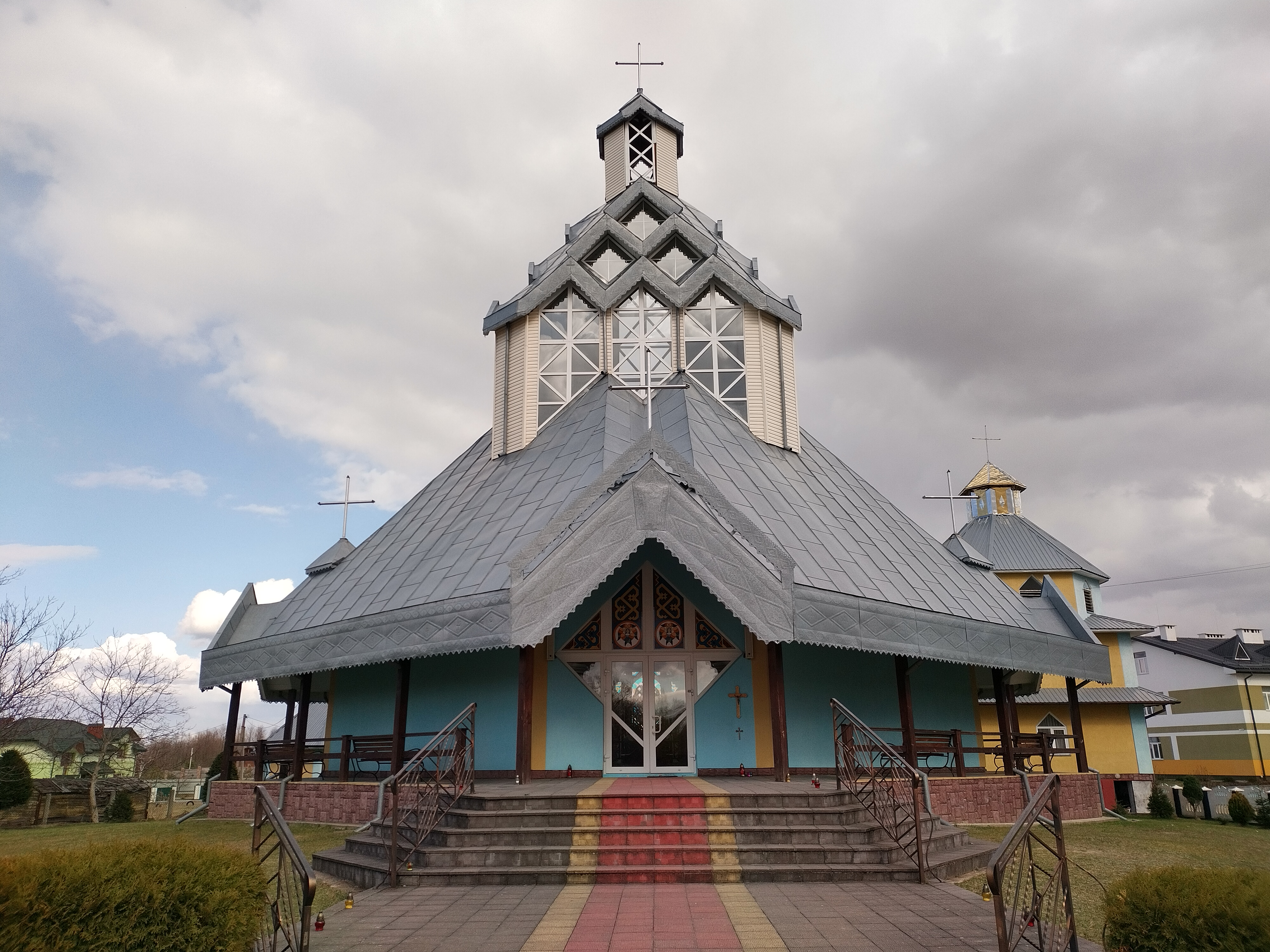
Фасад храму
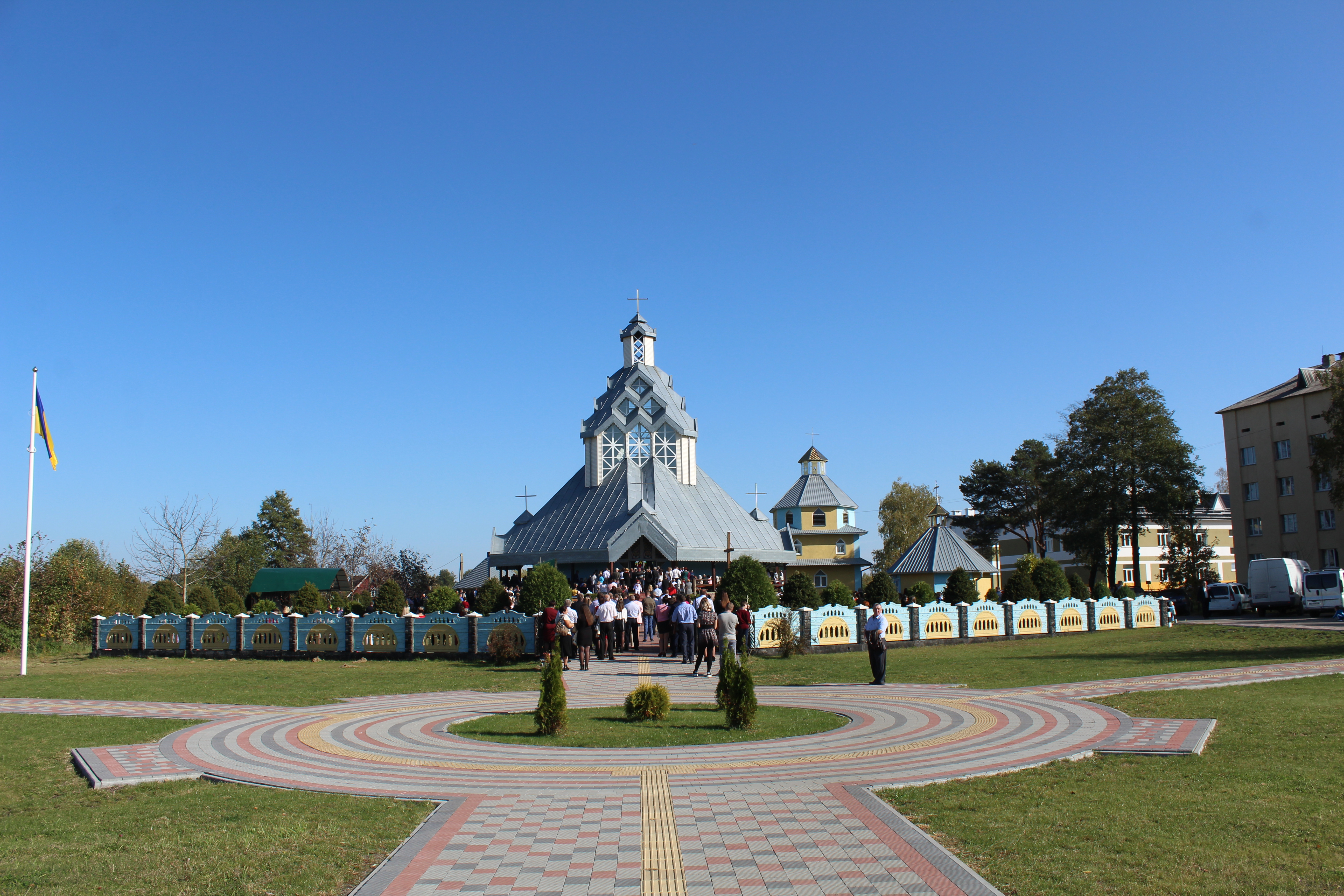
Панорамний вид на храм
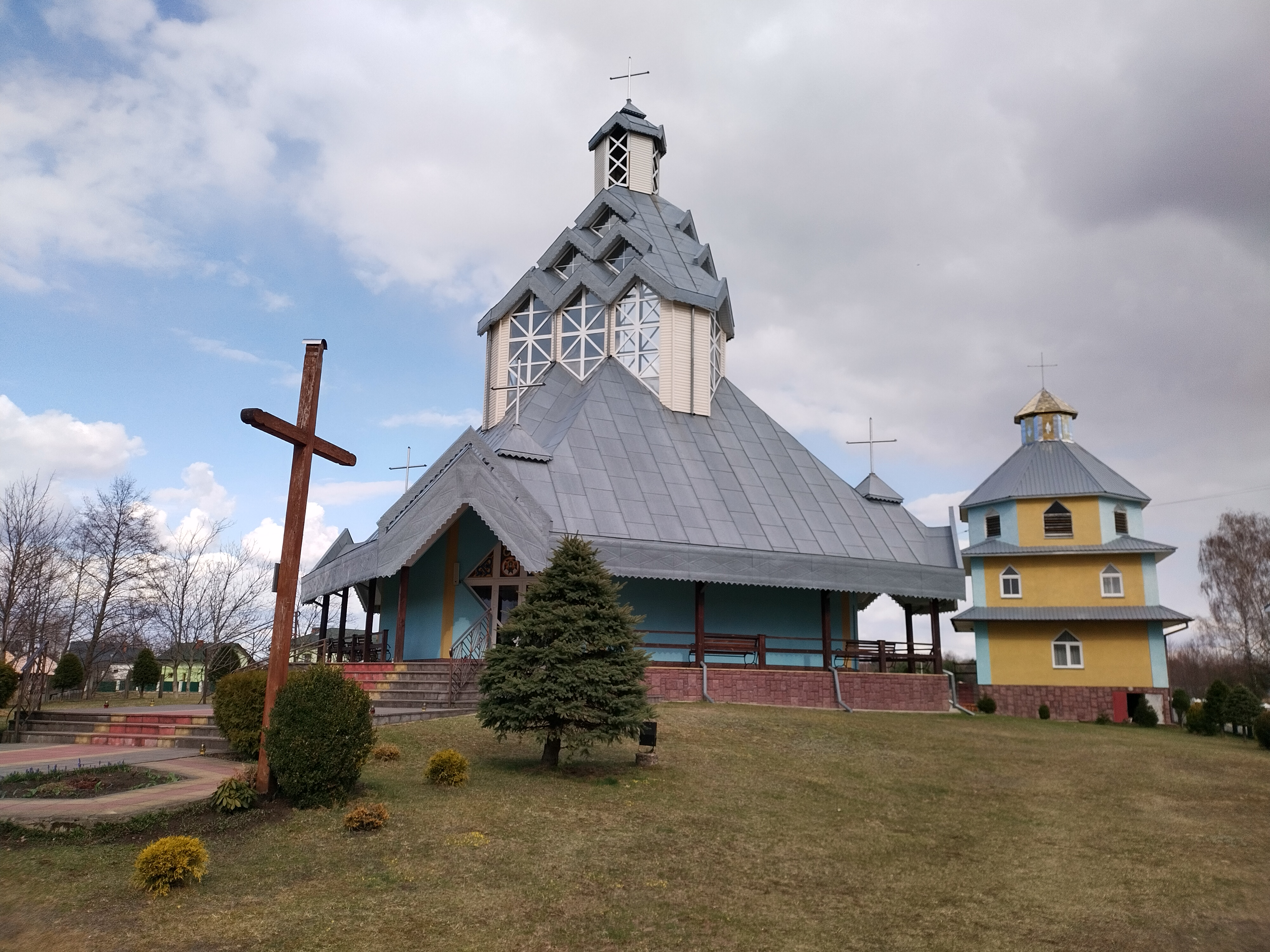
Бічний ракурс храму з дзвіницею